# Saidat Onanuga
Saidat Onanuga (née le 18 juin 1974) est une sprinteuse et hurdleuse nigériane.

## Carrière
Saidat Onanuga remporte aux Championnats d'Afrique de 1996  la médaille d'or du 400 mètres, du relais 4 x 400 mètres et du 400 mètres haies. Elle obtient également une médaille d'or aux Jeux africains de 1995 et aux Jeux africains de 1999 en relais 4 × 400 mètres. 
Elle est médaillée de bronze du 400 mètres haies aux Championnats d'Afrique de 1998 et aux Jeux africains de 1999.